# Yuththachai Liamkrai
Yuththachai Liamkrai (thailändisch ยุทธิชัย เหลี่ยมไกร, * 2. Juni 1987) ist ein thailändischer Fußballspieler.

## Karriere
Yuththachai Liamkrai erlernte das Fußballspielen in der Jugendmannschaft vom Chainat FC. Hier unterschrieb er 2009 auch seinen ersten Vertrag. Der Verein aus Chainat spielte in der dritten Liga, der damaligen Regional League Division 2, in der Northern Region. 2010 wurde er mit Chainat Vizemeister und stieg in die zweite Liga auf. 2011 feierte er mit Chainat die Vizemeisterschaft der Thai Premier League Division 1. Nach dem Aufstieg in die erste Liga verließ er den Verein und schloss ich dem Zweitligisten Ayutthaya FC aus Ayutthaya an. Nach einer Saison wechselte er 2013 zum Erstligisten Army United. Mit dem Bangkoker Verein trat er in der ersten Liga, der Thai Premier League, an. Hier kam er nicht zum Einsatz und wechselte nach der Hinserie zum Drittligisten Phayao FC nach Phayao. Für den Drittligisten Grakcu Looktabfa FC stand er 2014 auf dem Spielfeld. Saraburi FC, der Erstligaaufsteiger aus Saraburi, nahm ihn die Saison 2015 unter Vertrag. Für Saraburi absolvierte er 17 Erstligaspiele. Am Ende der Saison wurde der Verein aufgelöst. Nach der Auflösung wechselte er für zwei Jahre zum Zweitligisten Angthong FC nach Ang Thong. 2018 wechselte er wieder in die dritte Liga. Hier stand er für den MOF Customs United FC aus Bangkok auf dem Spielfeld. Am Ende der Saison wurde er mit den Customs Meister der Lower Region und stieg in die zweite Liga auf. Nach dem Aufstieg verpflichtete ihn Anfang 2019 der Viertligist Phatthalung FC. Mit dem Klub aus Phatthalung spielte er in der vierten Liga, der Thai League 4, in der Southern Region. Seit Anfang 2020 steht er beim Phitsanulok FC in Phitsanulok unter Vertrag. Phitsanulok spielte Anfang 2020 in der vierten Liga. Nach zwei Spieltagen wurde die Liga wegen der COVID-19-Pandemie unterbrochen. Während der Unterbrechung wurde vom thailändischen Fußballverband beschlossen, dass ab September 2020 die Thai League 3 und die Thai League 4 zusammengelegt wurden. Die Thai League 3 ist seit September in sechs Regionen aufgeteilt. Hier trat Phitsanulok in der Northern Region an. Ende Dezember 2020 wechselte er wieder in die zweite Liga, wo er sich seinem ehemaligen Verein MOF Customs United anschloss.

## Erfolge
Chainat FC
- Regional League Division 2 – North: 2010 (Vizemeister)  ▲
- Thai Premier League Division 1: 2011

MOF Customs United FC
- Thai League 3 – Lower: 2018  ▲